# Delphine Cascarino
Pour les articles homonymes, voir Cascarino.
Delphine Cascarino, née le 5 février 1997 à Saint-Priest (Rhône), est une footballeuse internationale française d’origine italienne par son père et guadeloupéenne par sa mère. Elle évolue actuellement aux Wave de San Diego en National Women's Soccer League.
Elle est la sœur jumelle d'Estelle Cascarino, elle aussi joueuse de football au poste d'arrière gauche dans le club de la Juventus et également internationale.

## Carrière

### En club
Formée dans le club de sa ville de naissance, l'A.S. Manissieux Saint-Priest, Delphine Cascarino rejoint en 2009 le club de la grande ville voisine, l'Olympique lyonnais, où elle intègre les équipes jeunes du club.
Le 7 mai 2021, sa prolongation est annoncée sur le site de l'Olympique Lyonnais jusqu'à la saison 2023-2024.
Le 23 juillet 2024, l’Olympique lyonnais annonce le départ de la joueuse, après quinze saisons au club.
Le lendemain, le club des Wave de San Diego officialise son arrivée,.

### En sélection

#### Équipes jeunes
Alors qu'à l'âge de 15 ans, elle fait encore partie de la sélection nationale des -16 ans, Delphine Cascarino est sélectionnée en 2012 par Guy Ferrier pour la Coupe du monde des moins de 17 ans 2012.
Le 22 septembre 2012, la France fait son entrée dans la compétition contre les États-Unis. Delphine Cascarino, titulaire, n'est remplacée qu'à la 85e minute par Laura Blanchard. Le score final est de 0-0.
Le 25 septembre 2012, face à la Corée du Nord, la France fait à nouveau match nul, 1-1. Delphine Cascarino entre à la 64e minute de jeu, en remplaçant Pauline Cousin.
Le 29 septembre 2012, la France avait besoin d'une large victoire face à la Gambie pour s'assurer une place en quart de finale. Ce fut chose faite avec une victoire 10 à 2, au cours de laquelle Delphine Cascarino est entrée en jeu à la 57e minute de jeu, alors que le score en était à 4 à 1 pour la France. Cette entrée en jeu a été saluée par les observateurs, Delphine Cascarino ayant sur cette fin de match réussi à délivrer trois passes décisives.
En quart de finale, le 4 octobre 2012, la France rencontre le Nigeria. Dans une rencontre très serrée, la décision doit se jouer aux tirs au but. Delphine Cascarino, qui a disputé l'intégralité de la rencontre, est placée en tant que tireuse numéro 4 dans la série de tirs au but. Elle inscrit le sien, avec de la réussite puisque son tir passe entre les jambes de la gardienne nigériane Gift Andy. Finalement, la France s'impose 5 à 3 dans cette série et se qualifie pour la demi-finale.
En demi-finale, la France est à nouveau opposée à un pays africain, le Ghana cette fois. Grâce à un doublé de Diani, la France s'impose 2 à 0. Delphine Cascarino, à nouveau titulaire, dispute 65 minutes avant d'être remplacée par Alexandra Atamaniuk,.
En finale, le 13 octobre 2012, la France affronte la Corée du Nord. Après leur match nul un but partout en phase de groupe, c'est à nouveau sur un score identique que se séparent les deux sélections au bout du temps réglementaire. Lors de la séance de tirs au but, Delphine Cascarino, positionnée en tireuse no 5, réussit son tir. La France s'impose 7 tirs au but à 6 face aux coréennes du nord, et remporte sa première Coupe du monde à ce niveau.
Sa capitaine en sélection, Sandie Toletti, déclare à son sujet : « C’est une belle découverte, sachant qu’elle n’était pas de la partie lors du dernier championnat d’Europe. […] C’est déjà une grande joueuse, et ce malgré son jeune âge. ».
Durant l'été 2016, elle remporte l'Euro des moins de 19 ans en Slovaquie.
À la fin de l'année 2016, elle est sélectionnée pour disputer la Coupe du monde des moins de 20 ans en Papouasie-Nouvelle-Guinée. Elle marque notamment l'unique but du quart de finale contre l'Allemagne. Malheureusement l'équipe de France s'inclinera 3-1 face à la Corée du Nord en finale.

#### Équipe de France A
Elle honore sa première sélection avec l'Équipe de France A le 21 octobre 2016 contre l'Angleterre en match amical ; Olivier Echouafni la fait entrer en jeu à dix minutes du terme de la partie qui s'est soldée par un match nul 0-0.
Elle gagne sa première titularisation sous Corinne Diacre contre le Canada lors du match amical du 9 avril 2018 et marque son premier but en tant que Bleue lors du match de préparation contre le Brésil le 10 novembre 2018, lors de sa sixième sélection. Elle marque son premier doublé le 8 avril 2019 contre le Danemark en match amical.
Le 2 mai 2019, elle fait partie des 23 sélectionnées pour disputer la coupe du monde 2019.
En 2022, elle participe au Championnat d'Europe, qui se déroule en Angleterre.
Blessée, elle déclare forfait pour la Coupe du monde 2023 en Australie et en Nouvelle-Zélande à l'été 2023.
Le 5 juin 2025, elle figure dans la liste des 23 joueuses retenues par Laurent Bonadei pour disputer le Championnat d'Europe en Suisse.

## Statistiques

### Club
| Saison                | Club                  | Championnat           | Championnat | Championnat | Coupe(s) nationale(s) | Coupe(s) nationale(s) | Supercoupe | Supercoupe | Compétition(s) continentale(s) | Compétition(s) continentale(s) | Compétition(s) continentale(s) | Total | Total |
| Saison                | Club                  | Division              | M.          | B.          | M.                    | B.                    | M.         | B.         | Comp.                          | M.                             | B.                             | M.    | B.    |
| 2014-2015             | Olympique lyonnais    | Division 1            | 2           | 0           | 1                     | 1                     | -          | -          | WCL                            | 0                              | 0                              | 3     | 1     |
| 2015-2016             | Olympique lyonnais    | Division 1            | 12          | 3           | 3                     | 4                     | -          | -          | WCL                            | 3                              | 0                              | 18    | 7     |
| 2016-2017             | Olympique lyonnais    | Division 1            | 6           | 0           | 1                     | 2                     | -          | -          | WCL                            | 2                              | 1                              | 9     | 3     |
| 2017-2018             | Olympique lyonnais    | Division 1            | 19          | 2           | 6                     | 4                     | -          | -          | WCL                            | 8                              | 1                              | 33    | 7     |
| 2018-2019             | Olympique lyonnais    | Division 1            | 18          | 3           | 3                     | 1                     | -          | -          | WCL                            | 8                              | 2                              | 29    | 6     |
| 2019-2020             | Olympique lyonnais    | D1 Arkema             | 16          | 3           | 4                     | 1                     | 1          | 0          | WCL                            | 7                              | 1                              | 28    | 5     |
| 2020-2021             | Olympique lyonnais    | D1 Arkema             | 21          | 2           | 1                     | 0                     | -          | -          | WCL                            | 5                              | 0                              | 27    | 2     |
| 2021-2022             | Olympique lyonnais    | D1 Arkema             | 18          | 4           | 2                     | 0                     | -          | -          | WCL                            | 12                             | 0                              | 32    | 4     |
| 2022-2023             | Olympique lyonnais    | D1 Arkema             | 17          | 4           | 4                     | 1                     | 1          | 0          | WCL                            | 7                              | 1                              | 29    | 6     |
| 2023-2024             | Olympique lyonnais    | D1 Arkema             | 5+2         | 0+1         | 3                     | 0                     | 0          | 0          | WCL                            | 5                              | 3                              | 15    | 4     |
| Total sur la carrière | Total sur la carrière | Total sur la carrière | 134+2       | 21+1        | 28                    | 14                    | 2          | 0          | -                              | 57                             | 9                              | 223   | 45    |

## Palmarès

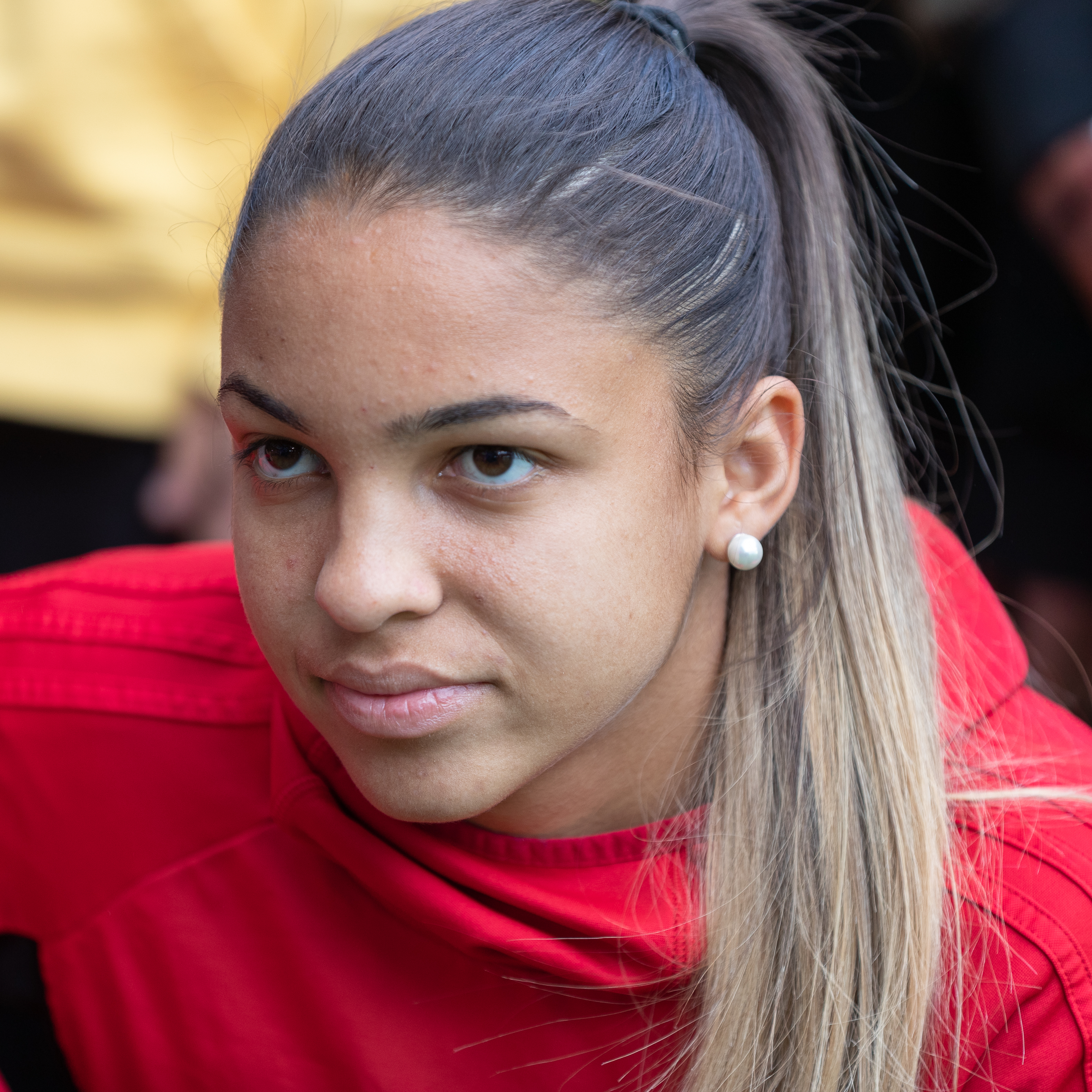
Delphine Cascarino en Ligue des champions 2018-2019.

### En sélection
Équipe de France U-17 :
- Vainqueur de la Coupe du monde des moins de 17 ans en 2012 (1)

 Équipe de France U-19 :
- Vainqueur du Championnat d'Europe des moins de 19 ans en 2016 (1)

 Équipe de France U-20 :
- Finaliste de la Coupe du monde des moins de 20 ans en 2016

### En club
Olympique lyonnais :
- Vainqueur de la Ligue des champions en 2016, 2017, 2018, 2019, 2020 et 2022 (6)
- Vainqueur du Championnat de France en 2015, 2016, 2017, 2018, 2019, 2020, 2022, 2023 et 2024 (9)
- Vainqueur de la Coupe de France en 2015, 2016, 2017, 2019, 2020 et 2023 (6)
- Vainqueur du Trophée des championnes en 2019, 2022 et 2023 (3)

### Distinctions personnelles
- Trophées UNFP :
  - meilleure joueuse de la D1 Arkema en 2023[23]
  - membre de l'équipe type de la D1 Arkema en 2021[24], en 2023[23] et en 2024[25].
- Médaille Fédération française de football des légendaires en 2020[26].
- Ballon de bronze de la Coupe du monde des moins de 20 ans en 2016.
- Meilleure joueuse de la finale 2020 de Ligue des champions féminine[27].
- Nommée dans l'équipe type de la FIFA FIFPro Women's World11 en 2020.
- Meilleure joueuse du Trophée des championnes 2022